# 德米特里·奇吉列夫
德米特里·叶夫根尼耶维奇·奇吉列夫（Dmitrii Evgenievich Chigirev，2001年4月1日—），俄罗斯、乌兹别克斯坦男子花样滑冰运动员，2024年加拿大大奖赛双人滑银牌得主、2025年亚洲冬季运动会双人滑金牌得主。